# Frank Macfarlane Burnet
Sir Frank Macfarlane Burnet OM (Traralgon, 1899. szeptember 3. – Port Fairy, 1985. augusztus 31.) ausztrál virológus, immunológus. 1960-ban Peter Medawarral közösen elnyerte az orvostudományi Nobel-díjat a szerzett immuntolerancia felfedezéséért. 

## Pályafutása
Frank Macfarlane Burnet a Victoria állambeli ausztrál kisvárosban, Traralgonban született 1899. szeptember 3-án. Apja a skóciai születésű Frank Burnet, a Colonial Bank helyi fiókjának menedzsere, anyja pedig Hadassah Pollock Mackay volt. Hét gyermekük közül Frank volt a második. Visszahúzódó természetű gyerek volt, sokat olvasott és bogarakat gyűjtött. Anyja keveset foglalkozott vele, mert ideje nagy részét Frank gyengeelméjű nővérének ápolása kötötte le. Frank a helyi iskolákba járt, majd elnyert egy ösztöndíjat a bentlakásos Geelong College-ba. Ennek elvégzése után a Melbourne-i Egyetemen orvosnak tanult és 1923-ban megkapta MD (orvosdoktori) fokozatát.
Ugyancsak 1923-ban Burnet amellett, hogy a Melbourne-i Királyi Kórházban elkezdte patológusi rezidentúráját, az egyetem Walter és Eliza Hall Patológiai és Orvosi Kutatóintézetében is dolgozott. Az intézet igazgatója a tehetséges fiatal kutatót 1925-ben a londoni Lister Intézetbe küldte külföldi tapasztalatszerzésre. Burnet itt megszerezte a PhD-ját, majd 1928-ban visszatért Melbourne-be, a Hall Intézetbe. 1932-ben Henry Dale kétéves ösztöndíjat biztosított számára a londoni Nemzeti Orvostudományi Kutatóintézetbe, melynek igazgatója volt. Burnet itt kezdett el foglalkozni a vírusokkal, elsősorban az influenzavírussal, és a későbbiekben kutatómunkájának döntő része erre a területre irányult.
1944-ben megpályázta a Hall Intézet megürülő igazgatói székét (annak ellenére, hogy a Harvard Egyetemen is ajánlottak neki professzori katedrát) és az intézetet egészen 1965-ös visszavonulásáig ő vezette. 

## Munkássága

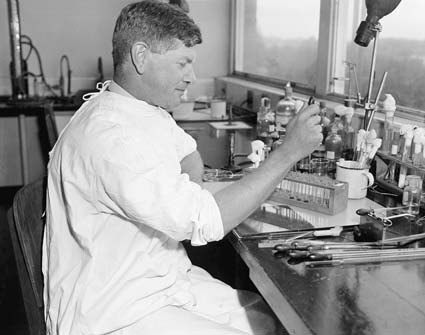
Burnet a laboratóriumban

Kezdő kutatóként Burnet a hastífuszos betegek agglutinációs reakciót, majd a diftériaoltóanyag bakteriális szennyezését vizsgálta. Miután érdeklődése a virológia felé fordult, az első jelentősebb eredménye az volt, hogy továbbfejlesztette az influenzavírus tyúktojásban való tenyésztésének technikáját. 1935-ben izolálta az influenzavírus A egy ausztrál törzsét. Több cikket publikált az influenzavírus és a sertésinfluenza vírusának szerológiai variációiról és mutációiról. A harmincas években több kísérletet végzett a bakteriofágok sejten való megtapadásáról és a gazdasejtbe való bejutásáról. Felismerte, hogy a kolera kórokozójának van egy enzime, a neuraminidáz amely meggátolja az influenzavírus-fertőzést, ezzel hozzájárult a vírus felszíni neuraminidázának felfedezéséhez. 1951-ben Burnet és Patricia Lund azt a felfedezést tette (melyet a kortársak akkor kétkedéssel fogadtak), hogy ha egy sejtet két különböző törzshöz tartozó influenzavírus fertőz meg, akkor az utódok között rekombináns típusok is előfordulnak.
A virológián kívül részt vett a pszittakózis és a Q-láz kórokozójának felderítésében; utóbbi, a Coxiella burnetii róla kapta a nevét.
A 40-es és 50-es években Burnet érdeklődése a szervezet immunreakciói felé fordult és 1957-ben bejelentette, hogy az intézete fő kutatási profilja ezután az immunológia lesz. Döntését sok munkatársa diktatórikusnak tartotta és a Melbourne-i Egyetemre távoztak. Burnet sokat foglalkozott az autoimmun betegségek kórtanával és azt kutatta, miképp ismeri fel a szervezet a saját szöveteit és különbözteti meg őket az idegen anyagoktól. Kidolgozta a klonális szelekció elméletét, miszerint az antitesttermelő fehérvérsejtek csak egyféle ellenanyagot képesek kiválasztani és embrionális fejlődés egy szakaszában azok a fehérvérsejtek, amelyek a szervezet szöveteivel reagálnak, elpusztulnak. 1958-ban Joshua Lederberg és Gustav Nossal bebizonyította, hogy a B-sejtek valóban csak egyféle ellenanyagot képesek termelni és ezzel Burnet elmélete általánosan elfogadottá vált.

## Díjai
Bár élete nagy részét virológiai kutatással töltötte, Frank Macfarlene Burnet immunológiai elméletéért kapott 1960-ban orvostudományi Nobel-díjat (a brit Peter Medawarral közösen). Ezenfelül számos egyéb díjazásban és kitüntetésben részesült: 
- 1947 a Royal Society Royal-érme
- 1952 Albert Lasker-díj az orvostudományi alapkutatásért
- 1952 Emil von Behring-díj
- 1958 Order of Merit
- 1959 a Royal Society Copley-érme
- 1961 Felkelő Nap érdemrend
- 1969 a Brit Birodalom Rendje
- 1978 Ausztrália-rend

1942-ben lett tagja a Royal Society-nak. Tizenhárom ausztrál és külföldi egyetem választotta díszdoktorává. VI. György király 1951-ben lovaggá ütötte. 1960-ban ő volt az első "Az év ausztrálja".

## Családja
Frank Burnet 1928-ban vette feleségül Edith Linda Druce-t. Egy fiuk (Ian Burnet) és két lányuk (Elizabeth és Deborah Burnet) született.
Frank Macfarlene Burnet 1985. augusztus 31-én halt meg előző évben megoperált végbélrákjának áttétjei következtében. 